# Liste der Monuments historiques in Thiers-sur-Thève
Die Liste der Monuments historiques in Thiers-sur-Thève führt die Monuments historiques in der französischen Gemeinde Thiers-sur-Thève auf.

## Liste der Bauwerke
| Bezeichnung         | Beschreibung | Standort | Kennzeichnung | Schutzstatus | Datum | Bild           |
| ------------------- | ------------ | -------- | ------------- | ------------ | ----- | -------------- |
| Ruine des Schlosses |              | (Lage)   | PA00114919    | Classé       | 1962  | weitere Bilder |